# Паоло Брунони
Паоло Брунони (на италиански: Paolo Brunoni) е италиански католически свещеник, епископ.

## Биография
Брунони е роден в Ларнака на Кипър в 1807 година. В 1830 година става свещеник и е изпратен на родния му Кипър като главен папски мисионер със задача да възстанови католическите институции на острова, унищожени по време на Гръцката война за независимост. Активният Брунони бързо възстановява три църкви и един параклис и работи заедно с френския консул за връщане на маронитите на острова под римско влияние след три века под „произволното управление на гръцки епископи“. В 1843 година по препоръка на Конгрегацията за разпространение на вярата той се среща с Емили дьо Виалар във Франция, която на следната година изпраща в Ларнака четири сестри за отваряне на училище и болница.
На 12 юли 1853 година е назначен за апостолически викарий в Алепо и титулярен архиепископ на Тарона, като е произведен в епископски сан на 17 юли. В 1857 година става папски викарий в Цариград. От 25 юни 1868 година е титулярен патриарх на Антиохия.
Монсеньор Паоло Брунони взима участие в преговорите с български духовници за сключване на уния. До първите преговори се стига с развитието на процесите на духовна и политическата еманципация на българите през XIX в пределите на Османската империя, група деятели за църковна независимост и отделяне от юрисдикцията на Цариградския патриаршия стигнали до идеята за уния с Рим. Така се стига до 18/30 декември 1860 г., когато стотина съмишленици се представили пред папския представител в Цариград, монсеньор Паоло Брунони и му връчват молба, подписана от множество българи, търсещи апостолическо покровителство. Подписан бил акт за присъединение към Рим, в който се формулирали двете основни български искания – самостоятелна църковна йерархия и училища „според началата и системите на едно учение народно“. Към тях било и изричното настояване за запазване непокътнат съществуващия източен църковен обред.
В 1879 година видният български духовник Методий Кусев свиква в Цариградския метох събрание на местните българи, които приемат предложението за настояване пред екзарх Йосиф I да се завърне в Цариград от Пловдив, тъй като иначе македонското население ще потърси изход в унията. Кусев праща делегация при папския викарий епископ Паоло Брунони, която изказва желание за уния при условията от 1860 година, което е прието в Рим.